# Trefl Piłka Siatkowa 2010-2011
Questa voce raccoglie le informazioni riguardanti il Trefl Piłka Siatkowa nelle competizioni ufficiali della stagione 2010-2011.

## Organigramma societario
Area direttiva
- Presidente: Roman Kniter

Area tecnica
- Allenatore: Alessandro Chiappini

## Rosa
| N° | Nome                  | Ruolo | Data di nascita   | Nazionalità sportiva |
| -- | --------------------- | ----- | ----------------- | -------------------- |
| 1  | Magdalena Szryniawska | P     | 17 novembre 1969  | Polonia              |
| 2  | Katarzyna Wellna      | S/O   | 22 marzo 1985     | Polonia              |
| 3  | Dorota Świeniewicz    | S     | 27 luglio 1972    | Polonia              |
| 4  | Izabela Bełcik        | P     | 29 ottobre 1980   | Polonia              |
| 5  | Kinga Maculewicz      | C     | 5 maggio 1978     | Francia              |
| 6  | Eleonora Staniszewska | C     | 25 ottobre 1978   | Polonia              |
| 7  | Amaranta Fernández    | C     | 11 agosto 1983    | Spagna               |
| 8  | Simona Rinieri        | S     | 1º settembre 1977 | Italia               |
| 9  | Laura Tomsia          | C     | 19 ottobre 1992   | Polonia              |
| 10 | Izabela Śliwa         | L     | 11 dicembre 1990  | Polonia              |
| 11 | Neriman Özsoy         | S/O   | 13 gennaio 1988   | Turchia              |
| 12 | Paulina Maj           | L     | 22 marzo 1987     | Polonia              |
| 13 | Ewelina Sieczka       | S     | 26 gennaio 1988   | Polonia              |
| 14 | Natalia Nuszel        | S     | 23 febbraio 1989  | Polonia              |
| 15 | Meryem Boz            | S     | 3 febbraio 1988   | Turchia              |